# PROTECT IP Act
PROTECT IP Act (PIPA; Preventing Real Online Threats to Economic Creativity and Theft of Intellectual Property Act of 2011; United States Senate Bill S.968) – projekt ustawy w Senacie Stanów Zjednoczonych, mający na celu dać rządowi i właścicielom praw autorskich dodatkowe narzędzia blokowania „zbójeckich stron oferujących podrobione i łamiące prawo autorskie towary”, zwłaszcza stron zarejestrowanych poza Stanami Zjednoczonymi.
Głosowanie w Senacie USA, które zadecyduje o przyszłości projektu, zaplanowano na 25 stycznia 2012 roku. 20 stycznia 2012 ukazała się informacja ogłoszona przez lidera Demokratów w amerykańskim Kongresie, Harry'ego Raida, iż głosowania nad kontrowersyjnym antypirackimi ustawami SOPA i PIPA zostały przełożone.

## Zwolennicy
PIPA ma poparcie członków obu partii w senacie. Pierwotnie przedstawiony przez Patricka Leahy (D-VT) poparty jest przez 40 senatorów (stan na 17 grudnia 2011).
Projekt ma szerokie wsparcie organizacji opierających się na prawie autorskim, na przykład: National Cable & Telecommunications Association, Independent Film & Television Alliance, National Association of Theatre Owners, Motion Picture Association of America, Directors Guild of America, American Federation of Musicians, American Federation of Television and Radio Artists, International Alliance of Theatrical Stage Employees, Screen Actors Guild, Międzynarodowe Bractwo Kierowców, Nashville Songwriters Association International, Songwriters Guild of America, Viacom, Institute for Policy Innovation, Macmillan Publishers, Acushnet Company, Recording Industry Association of America, Copyright Alliance and NBCUniversal.

## Przeciwnicy
Przeciwnikami są między innymi Mozilla Corporation, Facebook, Electronic Frontier Foundation, Yahoo!, eBay, American Express, Google, Reporterzy bez Granic, Human Rights Watch, Encyclopaedia Metallum i wiele innych.